# Ralf Weskamp
Ralf Weskamp (* 4. Januar 1962 in Paderborn) ist ein deutscher Schulleiter und Spracherwerbsforscher. Wissenschaftliche Schwerpunkte sind die englische Fachdidaktik, die  Schulentwicklung und das Schulrecht.

## Leben
Weskamp studierte an der Universität Paderborn Anglistik und Chemie für das Lehramt an den Sekundarstufen I und II sowie ergänzend Philosophie und Erziehungswissenschaften. Seine Staatsarbeit schrieb er im Bereich der Angewandten Chemie. Als Postgraduiertenstipendiat des Landes Nordrhein-Westfalen promovierte er 1990 in Anglistik mit einer Arbeit über die Darstellung von Naturwissenschaften und Naturwissenschaftlern bei C. P. Snow.
Von 2002 bis 2006 leitete er die Ursulinenschule Fritzlar und wurde 2006 Schulleiter der Bundespräsident-Theodor-Heuss-Schule in Homberg, wo er bis heute tätig ist.
Parallel dazu verfolgte Weskamp eine wissenschaftliche Laufbahn in der englischen Fachdidaktik. Von 1994 bis 2002 war er Mitarbeiter und Dozent, dann Leiter des Referats für die Didaktik der englischen Sprache und Literatur am Hessischen Landesinstitut für Pädagogik Reinhardswaldschule in Fuldatal. Von 2001 bis 2005 war er Mitglied der Forschungsgruppe zur Wissenschaftlichen Begleitung der Pilotphase „Fremdsprache in der Grundschule“ an der Universität Tübingen. Von 2006 bis 2010 forschte er an der Philologisch-Historischen Fakultät der Universität Augsburg zur Mehrsprachigkeit. 2001 wurde er Gründungsmitglied des wissenschaftlichen Beirats der English Academy des Bildungshauses in Braunschweig, dem er bis 2015 angehörte. 2016 bis 2019 war er Referent für die Cornelsen Schulverlage.
Seit 2002 ist Weskamp Prüfer im zweiten Staatsexamen im Fach Schulrecht, für das er seit 2021 einen Lehrauftrag an der Universität Kassel wahrnimmt. Von 2007 bis 2021 war er stellvertretender Vorsitzender des Landesverbands Hessen in der Bundesvereinigung der Oberstudiendirektoren an Gymnasien.
Seine wissenschaftlichen Schwerpunkte umfassen neben der Fachdidaktik Schulmanagement, Schulrecht und Rechtsmethodik.

## Veröffentlichungen (Auswahl)

### Als Autor
- Englische Fachdidaktik: Grundlagen & Konzepte. Cornelsen, Berlin 2001, ISBN 3-464-00635-2.
- Fremdsprachenunterricht entwickeln. Grundschule – Sekundarstufe I – Gymnasiale Oberstufe. Schroedel-Diesterweg-Klinkhardt, Hannover 2003, ISBN 3-507-71202-4.
- Postmodern Thinking and Foreign Language Teaching and Research. In: Klaus Stiersdorfer, Laurenz Volkmann (Hrsg.): Teaching Postmodernism – Postmodern Teaching. Stauffenburg, Tübingen 2004, ISBN 3-86057-106-0, S. 61–76.
- Mehrsprachigkeit. Sprachevolution, kognitive Sprachverarbeitung und schulischer Fremdsprachenerwerb. Schroedel-Diesterweg-Klinkhardt, Braunschweig 2007, ISBN 978-3-507-71209-6.
- Fremdsprachenlernen in der Grundschule: Das baden-württembergische Forschungsprojekt 'WiBe'. In: Gaby Engel, Bernd Groot-Wilken, Eike Thürmann (Hrsg.): Englisch in der Primarstufe. Chancen und Herausforderungen. Cornelsen, Berlin 2009, ISBN 978-3-06-032174-2, S. 47–66.
- Bildungsstandards lernerorientiert umsetzen: Kompetenzen, Aufgabenstellungen und Leistungsbeurteilung. In: Gerhard Bach, Johannes-Peter Timm (Hrsg.): Englischunterricht. 5. Auflage. UTB-A. Francke, Tübingen 2013, ISBN 978-3-8252-4037-0, S. 256–279.
- Autonomes Fremdsprachenlernen im Klassenzimmer – revisited. In: Otfried Börner, Christa Lohmann (Hrsg.): Kommunikativer Fremdsprachenunterricht. Positionen – Postulate – Perspektiven. Symposion für Dr. Christoph Edelhoff. Diesterweg, Braunschweig 2011, ISBN 978-3-425-99852-7, S. 56–64.
- Lloyd Jones’ Mister Pip: die Erforschung postkolonialer Konflikte. In: Julia Hammer, Maria Eisenmann, Rüdiger Ahrens (Hrsg.): Anglophone Literaturdidaktik – Zukunftsperspektiven für den Englischunterricht. Winter, Heidelberg 2012, ISBN 978-3-8253-6114-3, S. 271–288.
- Geschichten und Literatur. Kommunikation, Wissens- und Spracherwerb im fremdsprachlichen Unterricht. In: Lutz Küster, Christiane Lütge, Katharina Wieland (Hrsg.): Literarisch-ästhetisches Lernen im Fremdsprachenunterricht. Theorie, Empirie, Unterrichtsperspektiven. Lang, Frankfurt a. M. 2015, ISBN 978-3-631-65393-7, S. 33–55.
- Funktionen und Ziele des Literaturunterrichts. In: Christiane Lütge (Hrsg.): Grundthemen der Literaturwissenschaft. Literaturdidaktik. De Gruyter, Berlin 2019, ISBN 978-3-11-040120-2, S. 107–134.
- Schulleitung – Von der Rollenfindung zum Führungserfolg. Beltz, Weinheim 2020, ISBN 978-3-407-63201-2.
- Schulrecht. Eine methodische Anleitung. Reclam, Stuttgart 2024, ISBN 978-3-15-014469-5.

### Als Herausgeber
- mit Christoph Edelhoff: Autonomes Fremdsprachenlernen. Hueber, Ismaning 1999, ISBN 3-19-006625-6.
- Methoden und Konzepte des fremdsprachlichen Unterrichts. Schroedel, Hannover 2001, ISBN 3-507-99873-4.
- mit Erika Werlen: Kommunikative Kompetenz und Mehrsprachigkeit. Diskussionsgrundlagen und unterrichtspraktische Aspekte. Schneider Verlag Hohengehren, Baltmannsweiler 2007, ISBN 978-3-8340-0246-4.
- mit François Beilecke, Rudolf Messner: Wissenschaft inszenieren: Perspektiven des wissenschaftlichen Lernens für die gymnasiale Oberstufe. Klinkhardt, Bad Heilbrunn 2014, ISBN 978-3-7815-1963-3.